# Norbert Sell
Norbert Sell ist ein ehemaliger deutscher Basketballspieler.

## Leben
Der 2,02 Meter große Sell spielte auf Vereinsebene für die BSG AdW Berlin, dem Basketball-Serienmeister der Deutschen Demokratischen Republik in den späten 1970er sowie in den 1980er Jahren. Sell war AdW-Mannschaftskapitän. Er wurde 1982 und 1989 als DDR-Basketballer des Jahres ausgezeichnet. Mit der Mannschaft nahm er im Spieljahr 1990/91 am Europapokal der Landesmeister teil, verlor dort aber in der ersten Runde gegen den luxemburgischen Vertreter BBC US Hiefenech Heffingen, obwohl die Berliner im Hinspiel einen 98:92-Sieg davongetragen hatten, zudem Sell 23 Punkte beisteuerte. Sell erhielt im Laufe seiner Spielerzeit 62 Einberufungen in die Nationalmannschaft der DDR.
In späteren Jahren nahm Sell als Mitglied der deutschen Auswahlmannschaften unter anderem in der Altersklasse Ü50 an Weltmeisterschaften teil.